# 18 janvier 2012
Le mercredi 18 janvier 2012 est le 18e jour de l'année 2012.

## Décès
- Evgueni Jarikov (né le 26 février 1941), acteur russe
- Georg Lassen (né le 12 mai 1915), militaire allemand
- Giancarlo Bigazzi (né le 5 septembre 1940), auteur de textes de chansons, compositeur
- Giuseppe Vedovato (né le 13 mars 1912), politicien italien
- Jean Paul Marchandiau (né le 12 juillet 1949), peintre français
- Karen Brazell (née le 25 avril 1938), traductrice américaine
- Margarete Fries (née le 14 juin 1911), actrice autrichienne
- Thérèse Delpech (née le 11 février 1948), politologue, chercheuse et haute fonctionnaire française

## Événements
- Début de la bataille d'Aguel'hoc au Mali
- Première bataille de Zabadani en Syrie
- Sortie du single Hatsukoi Cider / Deep Mind du groupe de J-pop Buono!
- Sortie du film comique français La Clinique de l'amour
- Manifestations contre SOPA et PIPA en américaine
- Sortie du jeu vidéo Scarygirl